# Nemzeti kisebbség
A nemzeti kisebbség egy adott állam területén kisebbségben élő olyan népcsoport, amelynek tagjai nem a többségi nemzettel azonosulnak, hanem egy olyan másik nemzettel, amelynek van állama (anyaország), illetve amely területi autonómiát élvez. A nemzeti kisebbségeket az etnikai kisebbségekkel együtt összefoglalóan nemzetiségeknek nevezik.

## Típusai
A nemzeti kisebbségeket több módon is lehet csoportosítani, de legáltalánosabb az anyaországgal rendelkező nemzeti kisebbségek (például elzászi, észak-schleswigi, dél-tiroli németek vagy az erdélyi magyarok), illetve az anyaország nélküli nemzeti kisebbségek (angolul stateless nations; például walesiek, frízek, bretonok, gallegók, baszkok, szorbok, lappok). Egy másik csoportosítási lehetőség a migráns (bevándorló) és az autochton (őslakos) nemzeti kisebbségek megkülönböztetése.

## Európa nemzeti kisebbségei
UNESCO-kutatás szerint Európában 94 nyelv él, ebből 77 őshonos, kilenc szórványnyelvjárás (kaukázusi türkmén, itáliai görög, burgenlandi horvát stb.), valamint a legújabb korban betelepült népcsoportok nyelvei. E nyelvekből 35-öt az ország határain kívül is beszélnek anyanyelvként, 55 önálló állam nélküli kisebbségi nyelv.
Európában a legnagyobb arányban az albánok laknak anyaországuk határain kívül, a legnagyobb számban pedig az oroszok. Orosz kisebbség jelentős számban él Észtországtól Örményországig, csak Ukrajnában 10 millió feletti létszámban.
A nem keresztény bevándorló közösségek nem élveznek nemzeti kisebbségi jogokat, pedig az Egyesült Királyságban 1 millió muszlim (75% indiai), Németországban 2 millió feletti török és kurd, Hollandiában 450.000, Belgiumban 250.000 muzulmán, Olaszországban 250.000 afrikai és albán él.

## A nemzeti kisebbségek jogainak nemzetközi védelme
A történelem példák sokaságát ismeri, amikor egy-egy állam erőszakkal avatkozott be a szomszédai területén élő saját nemzettársai védelmében, a náci Németország például háborúk sorát indította a határon túli német kisebbségek védelme ürügyén.
A nemzetközi gyakorlat a második világháború óta zömmel belügynek tekinti a nemzeti kisebbségi kérdés kezelését, eltekintve az Európai Unió néhány, nem kötelező érvényű direktívájától. Nemzetközi katonai akció a nemzeti kisebbségek védelme érdekében, Bosznia-Hercegovina, illetve a koszovói albánok esetétől eltekintve eddig nem folyt, de embargó elrendelésére már többször sor került, és az ENSZ által felügyelt segélyezési akciók sem ritkák (lásd például: Ruanda, Darfúr).